# Bálinth Antal
Bálinth Antal, Bálint (Zalaegerszeg, 1777. június 18. – Vác, 1849. július 21.) piarista szerzetes, tanár.

## Élete
A piarista-rendbe lépett 1797. október 2-án, és előbb az alsó osztályokban, később Szegeden a líceumban mint hit-, magyar nyelv- és irodalomtanár tanított 1847-ig. Kecskeméten több éven át újoncmesteri hivatalt viselt, 1806-7-ben ugyanitt Katona József tanára volt. Később az író színműveinek cenzoraként dolgozott és idősebb Katona József segítőjeként kiadta annak történeti művét.

## Munkái
- Próbatétel a magyar nyelv természeti alkotásábul. Szeged, 1821
- Gyűjtemény a főbb iskolákban magyar nyelvet tanuló ifjuságnak számára. Uo. 1826
- T. N. Csongrád vármegye üdvözlete, midőn őrsi báró Orczy Lőrincz… főispánságának helytartói székébe helyeztetnék. Uo. 1827 (költemény)